# 向坂松彦
向坂 松彦（さきさか まつひこ、1933年12月5日 - 2000年11月8日）は、元NHKアナウンサー。

## 来歴・人物
早稲田大学第一政治経済学部を卒業後、1956年NHK入局。同期に山川静夫、松川洋右がいる。1962年春場所から大相撲の実況担当アナウンサーとなる。大相撲に限らず、競馬など幅広い種目のスポーツ中継の実況を担当した。1964年東京、1972年冬季札幌、1976年のモントリオールの各オリンピックでも実況を担当。特にモントリオールオリンピックの体操で金メダルを獲得した、ルーマニアのナディア・コマネチを“白い妖精”と実況し、彼女のキャッチフレーズとなった。
大相撲では、1981年初場所の千代の富士初優勝や、1985年初場所の北の湖現役最後の一番、1989年名古屋場所の千代の富士と北勝海による横綱同士の同部屋優勝決定戦、1990年春場所の千代の富士1000勝達成など、数多くの名勝負の実況を担当したが、特に千代の富士に関しては度重なる脱臼癖に苦しんでいた十両力士の頃から「いつの日か土俵の天下を取るものと見ている」と素質を見抜いていた。千代の富士との共著に『私はかく戦った 横綱千代の富士』（NHK出版、1991年）があり、また関西テレビ制作のドラマ『千代の富士物語』（1991年～1992年）では監修を担当し、ナレーション・解説役も務めている。NHKを定年退職した後は相撲ジャーナリストとして活躍した。フジテレビアナウンサーの向坂樹興は甥に当たり、NHK退職後は「日本大相撲トーナメント」中継での共演も見られた。また、フジテレビの『めざましテレビ』などで、大相撲関係のコメンテーターとして出演していたこともある。
2000年11月8日、持病の心臓病を苦に横浜市の自宅で左手首を切り自殺。66歳没（享年67）。

## 主な実況歴
- 皐月賞（1972年、1973年、1978年、1981年）
- 天皇賞 (春)（1979年、1981年）
- NHK杯（1972年、1973年、1981年）
- 東京優駿（1973年、1980年）
- 菊花賞（1981年）
- 天皇賞 (秋)（1978年～1980年）
- 有馬記念（1977年、1979年）

## 著書
- 『大相撲を見るための本』 (スポーツBVPシリーズ) 出羽海智敬共著. 同文書院, 1985
- 『新・大相撲を見るための本』 (スポーツの見どころシリーズ) 出羽海智敬共著. 同文書院, 1988
- 『私はかく闘った 横綱千代の富士』千代の富士貢共著. 日本放送出版協会, 1991
- 『ザ大相撲 1992-1993年版』出羽海智敬共著. 同文書院, 1992
- 『ザ大相撲 1993～1994年版』出羽海智敬共著. 同文書院, 1993
- 『ザ大相撲 1995～1996年版』出羽海智敬共著. 同文書院, 1995